# Мирное (посёлок, Кировоградская область)
Мирное (укр. Мирне) — посёлок в Кетрисановской сельской общине Кропивницкого района Кировоградской области Украины. До 2020 года входил в состав Бобринецкого района
Население по переписи 2001 года составляло 335 человек. Почтовый индекс — 27242. Телефонный код — 5257. Занимает площадь 0,724 км². Код КОАТУУ — 3520887805.